# Монтіселло (Кентуккі)
Монтіселло (англ. Monticello) — місто (англ. city) в США, в окрузі Вейн штату Кентуккі. Населення — 5753 особи (2020).

## Географія
Монтіселло розташоване за координатами 36°50′24″ пн. ш. 84°51′3″ зх. д. / 36.84000° пн. ш. 84.85083° зх. д. (36.840005, -84.850735).  За даними Бюро перепису населення США в 2010 році місто мало площу 15,31 км², з яких 15,20 км² — суходіл та 0,11 км² — водойми.

## Демографія
Згідно з переписом 2010 року, у місті мешкало 6188 осіб у 2602 домогосподарствах у складі 1583 родин. Густота населення становила 404 особи/км².  Було 2880 помешкань (188/км²).
Расовий склад населення:
| - 91,4 % — білих - 2,7 % — чорних або афроамериканців - 0,2 % — корінних американців - 0,2 % — азіатів - 0,1 % — вихідців з тихоокеанських островів - 4,0 % — осіб інших рас |

До двох чи більше рас належало 1,3 %. Частка іспаномовних становила 6,5 % від усіх жителів.
За віковим діапазоном населення розподілялося таким чином: 22,8 % — особи молодші 18 років, 59,8 % — особи у віці 18—64 років, 17,4 % — особи у віці 65 років та старші. Медіана віку мешканця становила 39,7 року. На 100 осіб жіночої статі у місті припадало 93,4 чоловіків;  на 100 жінок у віці від 18 років та старших — 89,6 чоловіків також старших 18 років.
Середній дохід на одне домашнє господарство  становив 33 631 долар США (медіана — 25 731), а середній дохід на одну сім'ю — 41 934 долари (медіана — 32 636). Медіана доходів становила 31 068 доларів для чоловіків та 25 975 доларів для жінок. За межею бідності перебувало 33,4 % осіб, у тому числі 44,4 % дітей у віці до 18 років та 7,6 % осіб у віці 65 років та старших.
Цивільне працевлаштоване населення становило 2029 осіб. Основні галузі зайнятості: освіта, охорона здоров'я та соціальна допомога — 26,7 %, виробництво — 19,1 %, роздрібна торгівля — 11,4 %, мистецтво, розваги та відпочинок — 10,9 %.